# Liste der Kulturdenkmale in Bahren (Grimma)
In der Liste der Kulturdenkmale in Bahren sind die Kulturdenkmale des Grimmaer Ortsteils Bahren verzeichnet, die bis Juli 2024 vom Landesamt für Denkmalpflege Sachsen erfasst wurden (ohne archäologische Kulturdenkmale). Die Anmerkungen sind zu beachten.
Diese Aufzählung ist eine Teilmenge der Liste der Kulturdenkmale in Grimma.

## Bahren
| Bild                                    | Bezeichnung | Lage                                               | Datierung                                                       | Beschreibung | ID       |
| --------------------------------------- | --- | -------------------------------------------------- | --------------------------------------------------------------- | --- | -------- |
| Direkt Bild zu diesem Denkmal hochladen | Zwei aneinandergebaute Doppelwohnhäuser der Werkssiedlung „Kolonie Kamerun“ (Kameruner Straße 1/3 und Am Eichenwald 5/7)    | Am Eichenwald 5, 7 (Kameruner Straße 1, 3) (Karte) | Um 1905                                                         | Bestandteil der Werkssiedlung der Papierfabrik Golzern (ehemals Papierfabrik Schroeder), Teil der sogenannten „Kolonie Kamerun“, ortsbildprägende Lage am Muldenufer, von ortshistorischer und sozialgeschichtlicher Bedeutung. Zweigeschossiger Massivbau mit Fachwerkanbauten, Klinkerbauten (roter Ziegelstein mit gelber Gliederung), Bruchsteinsockel, verbretterter Giebel, Satteldach (ehemals Haus-Nummer 5, 7). | 08973544 |
| Direkt Bild zu diesem Denkmal hochladen | Ehemaliges Erholungsheim (mit drei Hausnummern), Nebengebäude und Einfriedung sowie Garten und Brunnenhaus (Villa Erholung) | Am Eichenwald 9, 11, 13 (Karte)                    | 1902–1903 (Ferienheim); 1903 (Brunnenhaus); 1919 (Nebengebäude) | Repräsentatives Gebäude mit Eckturm und Fachwerk-Elementen, ehemalige „Erholungsstation“ für die kaufmännischen Angestellten der Schroederschen Papierfabrik Golzern, ortsbildprägende Lage am Muldenufer, bau-, sozial- und ortsgeschichtlich von Bedeutung. - Villa: dreigeschossiger, verputzter Massivbau, einfache Putzgliederung, Obergeschoss in Fachwerk, Bruch- und Ziegelsteinsockel, hohes Souterrain am Hang, Kunststeinfenster-Sohlbänke, Fensterbögen in Ziegelstein, malerische Dachlandschaft als Fachwerkaufbau, Eckturm mit Haube, originale Türen, Fenster denkmalgerecht erneuert, zum Teil originale Ziergitter, im Inneren Fußbodenfliesen und originales Treppenhaus - Einfriedung als Ziergitter - Brunnenhaus in Fachwerkbauweise | 08973543 |
| Direkt Bild zu diesem Denkmal hochladen | Ehemaliges Lehrlingswohnheim                                                                                                | Internatsweg 3 (Karte)                             | 1955–1956                                                       | Putzbau über rechtwinkligem Grundriss in traditionellen Formen der 1950er Jahre, errichtet für den VEB Papierfabrik Golzern, westlich Vorplatz und Terrasse, orts- und baugeschichtliche Bedeutung | 09307334 |
| Direkt Bild zu diesem Denkmal hochladen | Kriegsgefangenenfriedhof (Sachgesamtheit)                                                                                   | Internatsweg 3 (hinter) (Karte)                    | 1915 (Friedhof); nach 1918 (Kriegerdenkmal)                     | Sachgesamtheit Kriegsgefangenenfriedhof, mit folgenden Einzeldenkmalen: Friedhofsportal, Einfriedungsmauer, Denkmalobelisk und fünf Gefangenengräber (09307335); kleiner Friedhof für verstorbene Kriegsgefangene des Ersten Weltkrieges, die zum ehemaligen Gefangenenlager in der Papierfabrik Golzern gehörten, französische Verstorbene 1926 exhumiert und nach Frankreich überführt, heute noch fünf, mit Holzkreuzen markierte Gräber russischer Kriegsgefangener erhalten, in der Mitte der von einer Bruchsteinmauer umschlossenen Anlage Denkmalobelisk, von ortshistorischer und zeitgeschichtlicher Bedeutung. Einfriedung: Bruchstein, steinerner Obelisk, Eingang mit Pfeiler und steinerem Balken sowie Kreuz, eisernes Eingangstor. Hölzerne Grabkreuze, Inschrift auf Obelisken: „Pro Patria 1914 1915 1916“ am Sockel „A Nos Camarades morts en captivite“ „In Aeternitate pax“, steinerne Bank (ehemaliges Gefangenenlager in der Papierfabrik Golzern für russische, französische, serbische Kriegsgefangene). | 08973546 |
| Direkt Bild zu diesem Denkmal hochladen | Friedhofsportal, Einfriedungsmauer, Denkmalobelisk und fünf Gefangenengräber (Einzeldenkmale der Sachgesamtheit 08973546)   | Internatsweg 3 (hinter) (Karte)                    | 1915                                                            | Einzeldenkmale der Sachgesamtheit Kriegsgefangenenfriedhof; kleiner Friedhof für verstorbene Kriegsgefangene des Ersten Weltkrieges, die zum ehemaligen Gefangenenlager in der Papierfabrik Golzern gehörten, französische Verstorbene 1926 exhumiert und nach Frankreich überführt, heute noch fünf, mit Holzkreuzen markierte Gräber russischer Kriegsgefangener erhalten, in der Mitte der von einer Bruchsteinmauer umschlossenen Anlage Denkmalobelisk, von ortshistorischer und zeitgeschichtlicher Bedeutung. | 09307335 |
| Direkt Bild zu diesem Denkmal hochladen | Zwei aneinandergebaute Doppelwohnhäuser der Werkssiedlung „Kolonie Kamerun“ (Kameruner Straße 1/3 und Am Eichenwald 5/7)    | Kameruner Straße 1, 3 (Am Eichenwald 5, 7) (Karte) | Um 1905                                                         | Bestandteil der Werkssiedlung der Papierfabrik Golzern (ehemals Papierfabrik Schroeder), Teil der sogenannten „Kolonie Kamerun“, ortsbildprägende Lage am Muldenufer, von ortshistorischer und sozialgeschichtlicher Bedeutung. Zweigeschossiger Massivbau mit Fachwerkanbauten, Klinkerbauten (roter Ziegelstein mit gelber Gliederung), Bruchsteinsockel, verbretterter Giebel, Satteldach (ehemals Haus-Nummer 5, 7). | 08973544 |
| Direkt Bild zu diesem Denkmal hochladen | Haushälfte eines Doppelwohnhauses der Werkssiedlung „Kolonie Kamerun“                                                       | Kameruner Straße 2 (Karte)                         | Um 1905                                                         | Bestandteil der Werkssiedlung der Papierfabrik Golzern (ehemals Papierfabrik Schroeder), Teil der sogenannten „Kolonie Kamerun“, ortsbildprägende Lage am Muldenufer, von ortshistorischer und sozialgeschichtlicher Bedeutung. Eingeschossiger Massivbau in Ziegelstein (rot), Fachwerkanbau, Satteldach, Zwerchhaus, verbretterter Zwerchgiebel. | 08973545 |
| Direkt Bild zu diesem Denkmal hochladen | Wohnhaus und Nebengebäude der Werkssiedlung „Kolonie Kamerun“ (Schule mit ehemaliger Kapelle)                               | Kameruner Straße 21 (Karte)                        | Um 1902 (Schule); 1902 (Bethaus)                                | Bestandteil der Werkssiedlung der Papierfabrik Golzern (ehemals Papierfabrik Schroeder), Teil der sogenannten „Kolonie Kamerun“, von ortshistorischer und sozialgeschichtlicher Bedeutung. - Wohnhaus in Ecklage zur Straße „Am Eichenwald“: zweigeschossiger Massivbau, Bruchsteinsockel, Klinkerbau (roter Ziegelstein) mit gelber Klinkergliederung, originale Türen, zum Teil originale Fenster, Treppenaufgänge mit Eisengeländer, Satteldach mit Gauben, eingeschossige Anbauten und Nebengebäude - Nebengebäude: eingeschossiger Ziegelbau mit Satteldach | 08973542 |
| Direkt Bild zu diesem Denkmal hochladen | Doppelwohnhaus der Werkssiedlung „Kolonie Kamerun“                                                                          | Kameruner Straße 23, 25 (Karte)                    | 1900 laut Auskunft                                              | Werkswohnungen der Papierfabrik Golzern (ehemals Papierfabrik Schroeder), Teil der sogenannten »Kolonie Kamerun«, von ortshistorischer und sozialgeschichtlicher Bedeutung. - Wohnhaus: eingeschossiges Doppelhaus, Massivbau mit Fachwerkgiebel, mit Drempel, Bruchsteinsockel, Ziegelsteingesims als Sockelgesims, im Erdgeschoss einfache Putzgliederung, zum Teil originale Fenster, Giebel in aufwändiger Fachwerkkonstruktion im fränkischen Fachwerkstil, Satteldach mit Biberschwanzdeckung, zum Teil originale Türen (Treppenaufgang mit Eisengeländer) - Seitengebäude: eingeschossiger Fachwerkbau, Satteldach | 08973541 |
| Direkt Bild zu diesem Denkmal hochladen | Einfriedung eines Gartengrundstücks mit gartenseitigem Nebengebäude und den dazugehörigen Treppenanlagen                    | Loreleystraße 28 (Karte)                           | Um 1932                                                         | Einfriedung eines Gartengrundstücks mit gartenseitigem Nebengebäude und den dazugehörigen Treppenanlagen; Bruchsteinmauerwerk, Nebengebäude mit Holztor und terrassenartiger, von Brüstung und Pfeilern umschlossener Dachausbildung, Treppen mit Bruchsteinstufen und Rasenflächen als Absätze, ursprünglich mit Loreleystraße 30 zusammengehörig, Zeugnis der baulichen Entwicklung des Ortes in den 1930er Jahren, straßenbildprägend, ortsentwicklungs- und baugeschichtlich von Bedeutung. Errichtet um 1932, Bruchsteinmauerwerk, Nebengebäude, früher wohl als Garage oder Unterstellmöglichkeit genutzt, bauzeitliches Holztor mit Rautenmuster, terrassenartiger Sitzplatz als Dach, Pfeiler ursprünglich möglicherweise mit Abdeckung als Pergola gestaltet oder auch mit leichter Dachkonstruktion überspannt. Grundstücke Loreleystraße 26, 28 und 30 einst zusammengehöriges Sommeranwesen eines Arztes; sehr repräsentatives Beispiel einer Grundstückseinfassung der 1930er Jahre, das zudem auf die Entwicklung des Ortes in der ersten Hälfte des 20. Jahrhunderts zur Sommerfrische für gehobene Schichten verweist. Hierdurch erlangt das Objekt einen ortsentwicklungsgeschichtlichen und baugeschichtlichen Aussagewert; durch Umfang und Ausprägung wirkt die Einfriedungsmauer überdies straßenbildprägend. | 09304824 |
| Direkt Bild zu diesem Denkmal hochladen | Einfriedung eines Gartengrundstücks mit Eingangstor und Pavillon sowie Plastik im Garten                                    | Loreleystraße 30 (Karte)                           | Um 1932                                                         | Bruchsteinmauerwerk, repräsentative Torgestaltung, Pavillon als südlicher Abschluss, ursprünglich mit Loreleystraße 28 zusammengehörig, Zeugnis der baulichen Entwicklung des Ortes in den 1930er Jahren, straßenbildprägend, ortsentwicklungs- und baugeschichtlich von Bedeutung. Bruchsteinmauer, Toranlage, am Eingang Reliefplatte mit Inschrift, im Garten Frauenplastik, Grundstücke Loreleystraße 26, 28 und 30 einst zusammengehöriges Sommeranwesen eines Arztes. | 08973538 |
| Direkt Bild zu diesem Denkmal hochladen | Wochenendhaus | Loreleystraße 34 (Karte)                           | 1932                                                            | Zeugnis der baulichen Entwicklung des Ortes der beginnenden 1930er Jahre im Bauhausstil, bau- und ortsentwicklungsgeschichtlich von Bedeutung. Eingeschossig, unregelmäßiger Grundriss, halbkreisförmiger Verandavorbau (vollverglast), Flachdach, verputzter Massivbau (?). | 08973537 |
| Direkt Bild zu diesem Denkmal hochladen | Toranlage (mit Reliefplatten) eines Bauernhofes                                                                             | Trakehner Straße 3 (Karte)                         | Bezeichnet mit 1774                                             | Von ortshistorischer Bedeutung. Torpfeiler mit zwei Inschrifttafeln, Relief springendes Pferd, verschnörkelte Initiale und Jahreszahl „1774“. | 08973862 |
|                                         | Wohnstallhaus, Scheune und Toranlage eines Dreiseithofes                                                                    | Trakehner Straße 14 (Karte)                        | Bezeichnet mit 1796                                             | Wohnstallhaus Obergeschoss Fachwerk, Scheune zum Teil Lehmbau, Zeugnis bäuerlicher Bau- und Lebensweise des 18. Jahrhunderts, bau- und ortsgeschichtlich von Bedeutung. - Wohnstallhaus, bezeichnet mit 1796 (Inschrifttafel): zweigeschossig, Erdgeschoss massiv, Obergeschoss Fachwerk, insgesamt verputzt, Satteldach mit Biberschwanzdeckung in gelben Lübschützer Ziegeln und Dachhecht, rückseitig abgeschleppt - Backhaus in Bruchstein (jetzt mit Flachdach), im Inneren originale Details (Türen, Öfen) - Scheune: zum Teil Lehmbau, zum Teil Bruchstein - Einfriedungspfeiler: Abdeckplatten Porphyrtuff | 08973540 |

## Tabellenlegende
- Bild: Bild des Kulturdenkmals, ggf. zusätzlich mit einem Link zu weiteren Fotos des Kulturdenkmals im Medienarchiv Wikimedia Commons. Wenn man auf das Kamerasymbol klickt, können Fotos zu Kulturdenkmalen aus dieser Liste hochgeladen werden:
- Bezeichnung: Denkmalgeschützte Objekte und ggf. Bauwerksname des Kulturdenkmals
- Lage: Straßenname und Hausnummer oder Flurstücknummer des Kulturdenkmals. Die Grundsortierung der Liste erfolgt nach dieser Adresse. Der Link (Karte) führt zu verschiedenen Kartendiensten mit der Position des Kulturdenkmals. Fehlt dieser Link, wurden die Koordinaten noch nicht eingetragen. Sind diese bekannt, können sie über ein Tool mit einer Kartenansicht einfach nachgetragen werden. In dieser Kartenansicht sind Kulturdenkmale ohne Koordinaten mit einem roten bzw. orangen Marker dargestellt und können durch Verschieben auf die richtige Position in der Karte mit Koordinaten versehen werden. Kulturdenkmale ohne Bild sind an einem blauen bzw. roten Marker erkennbar.
- Datierung: Baubeginn, Fertigstellung, Datum der Erstnennung oder grobe zeitliche Einordnung entsprechend des Eintrags in der sächsischen Denkmaldatenbank
- Beschreibung: Kurzcharakteristik des Kulturdenkmals entsprechend des Eintrags in der sächsischen Denkmaldatenbank, ggf. ergänzt durch die dort nur selten veröffentlichten Erfassungstexte oder zusätzliche Informationen
- ID: Vom Landesamt für Denkmalpflege Sachsen vergebene, das Kulturdenkmal eindeutig identifizierende Objekt-Nummer. Der Link führt zum PDF-Denkmaldokument des Landesamtes für Denkmalpflege Sachsen. Bei ehemaligen Kulturdenkmalen können die Objektnummern unbekannt sein und deshalb fehlen bzw. die Links von aus der Datenbank entfernten Objektnummern ins Leere führen. Ein ggf. vorhandenes Icon  führt zu den Angaben des Kulturdenkmals bei Wikidata.